# Stipagrostis
A Stipagrostis az egyszikűek (Liliopsida) osztályának perjevirágúak (Poales) rendjébe, ezen belül a perjefélék (Poaceae) családjába tartozó nemzetség.

## Rendszerezés
A nemzetségbe az alábbi 56 faj tartozik:
- Stipagrostis acutiflora (Trin. & Rupr.) De Winter
- Stipagrostis amabilis (Schweick.) De Winter
- Stipagrostis anomala De Winter
- Stipagrostis arachnoidea (Litv.) De Winter
- Stipagrostis brachyathera (Coss. & Balansa) De Winter
- Stipagrostis brevifolia (Nees) De Winter
- Stipagrostis ciliata (Desf.) De Winter
- Stipagrostis damarensis (Mez) De Winter
- Stipagrostis dhofariensis Cope
- Stipagrostis dinteri (Hack.) De Winter
- Stipagrostis drarii (Täckh.) De Winter
- Stipagrostis dregeana Nees
- Stipagrostis fastigiata (Hack.) De Winter
- Stipagrostis foexiana (Maire & Wilczek) De Winter
- Stipagrostis garubensis (Pilg.) De Winter
- Stipagrostis geminifolia Nees
- Stipagrostis giessii Kers
- Stipagrostis gonatostachys (Pilg.) De Winter
- Stipagrostis grandiglumis (Roshev.) Tzvelev
- Stipagrostis griffithii (Henrard) De Winter
- Stipagrostis hermannii (Mez) De Winter
- Stipagrostis hirtigluma (Steud. ex Trin. & Rupr.) De Winter
- Stipagrostis hochstetteriana (Beck ex Hack.) De Winter
- Stipagrostis karelinii (Trin. & Rupr.) H.Scholz
- Stipagrostis lanata (Forssk.) De Winter
- Stipagrostis lanipes (Mez) De Winter
- Stipagrostis libyca (H.Scholz) H.Scholz
- Stipagrostis lutescens (Nees) De Winter
- Stipagrostis masirahensis H.Scholz
- Stipagrostis multinerva H.Scholz
- Stipagrostis namaquensis (Nees) De Winter
- Stipagrostis namibensis De Winter
- Stipagrostis obtusa (Delile) Nees - típusfaj
- Stipagrostis paradisea (Edgew.) De Winter
- Stipagrostis pellytronis De Winter
- Stipagrostis pennata (Trin.) De Winter
- Stipagrostis plumosa Munro ex T.Anderson
- Stipagrostis prodigiosa (Welw.) De Winter
- Stipagrostis proxima (Steud.) De Winter
- Stipagrostis pungens (Desf.) De Winter
- Stipagrostis raddiana (Savi) De Winter
- Stipagrostis ramulosa De Winter
- Stipagrostis rigidifolia H.Scholz
- Stipagrostis sabulicola (Pilg.) De Winter
- Stipagrostis sahelica (Trab.) De Winter
- Stipagrostis schaeferi (Mez) De Winter
- Stipagrostis scoparia (Trin. & Rupr.) De Winter
- Stipagrostis seelyae De Winter
- Stipagrostis shawii (H.Scholz) H.Scholz
- Stipagrostis sokotrana (Vierh.) De Winter
- Stipagrostis subacaulis (Nees) De Winter
- Stipagrostis uniplumis (Licht.) De Winter
- Stipagrostis vexillifeta Kers
- Stipagrostis vulnerans (Trin. & Rupr.) De Winter
- Stipagrostis zeyheri (Nees) De Winter
- Stipagrostis xylosa Cope